# Boîte à outils
Pour les articles homonymes, voir Boîte.
Une boîte à outils (ou boite à outils) ou caisse à outils est une boîte destinée à ranger des outils  pour les protéger et les transporter plus facilement.

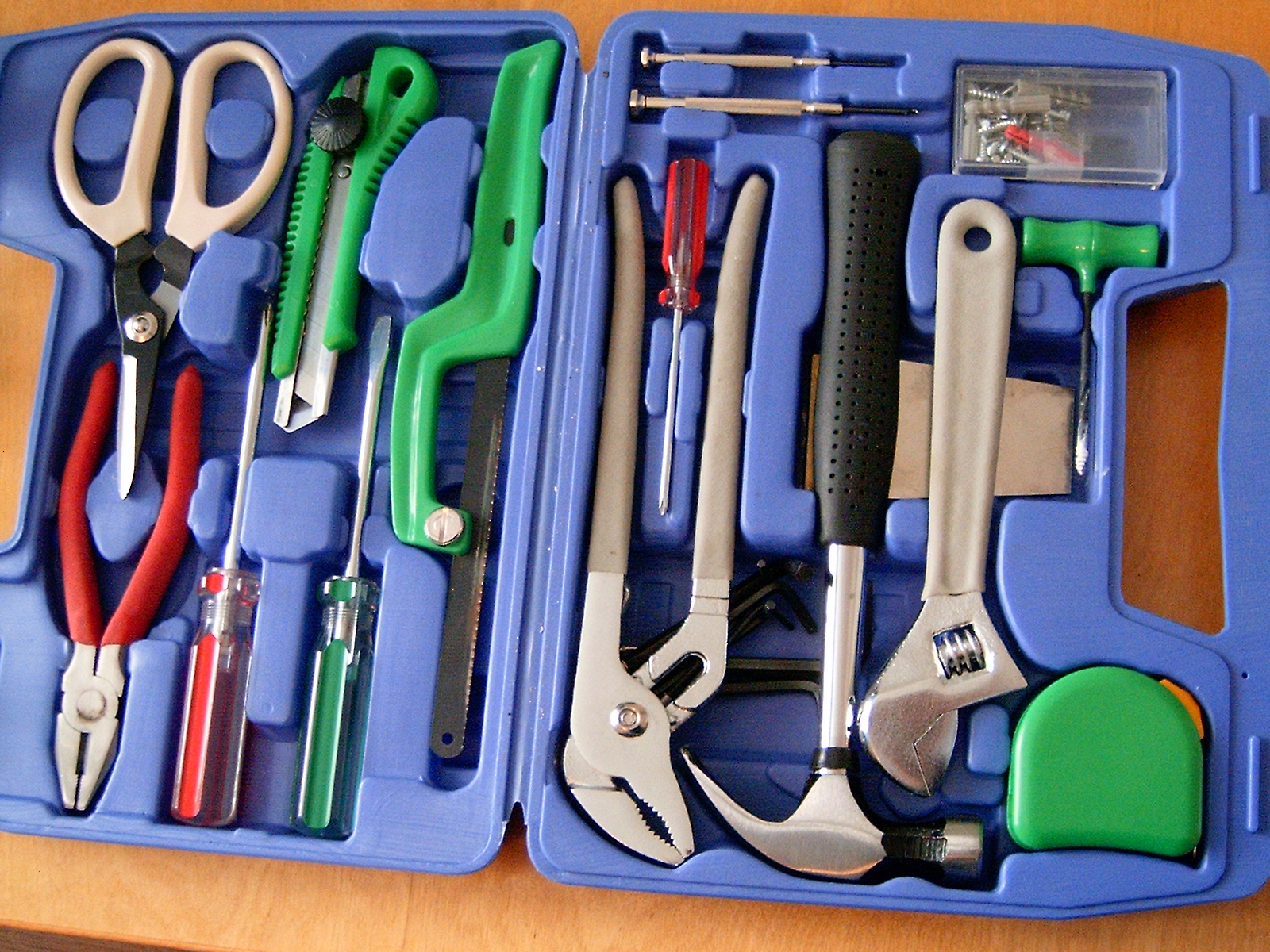
Une boîte à outils se présentant sous la forme d'une mallette en plastique.
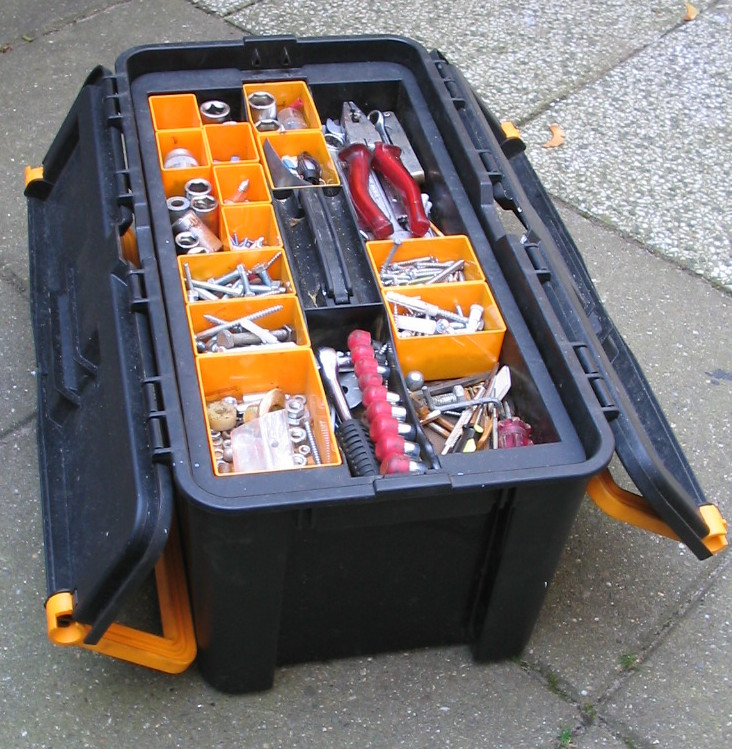
Boîte à outils ouverte.
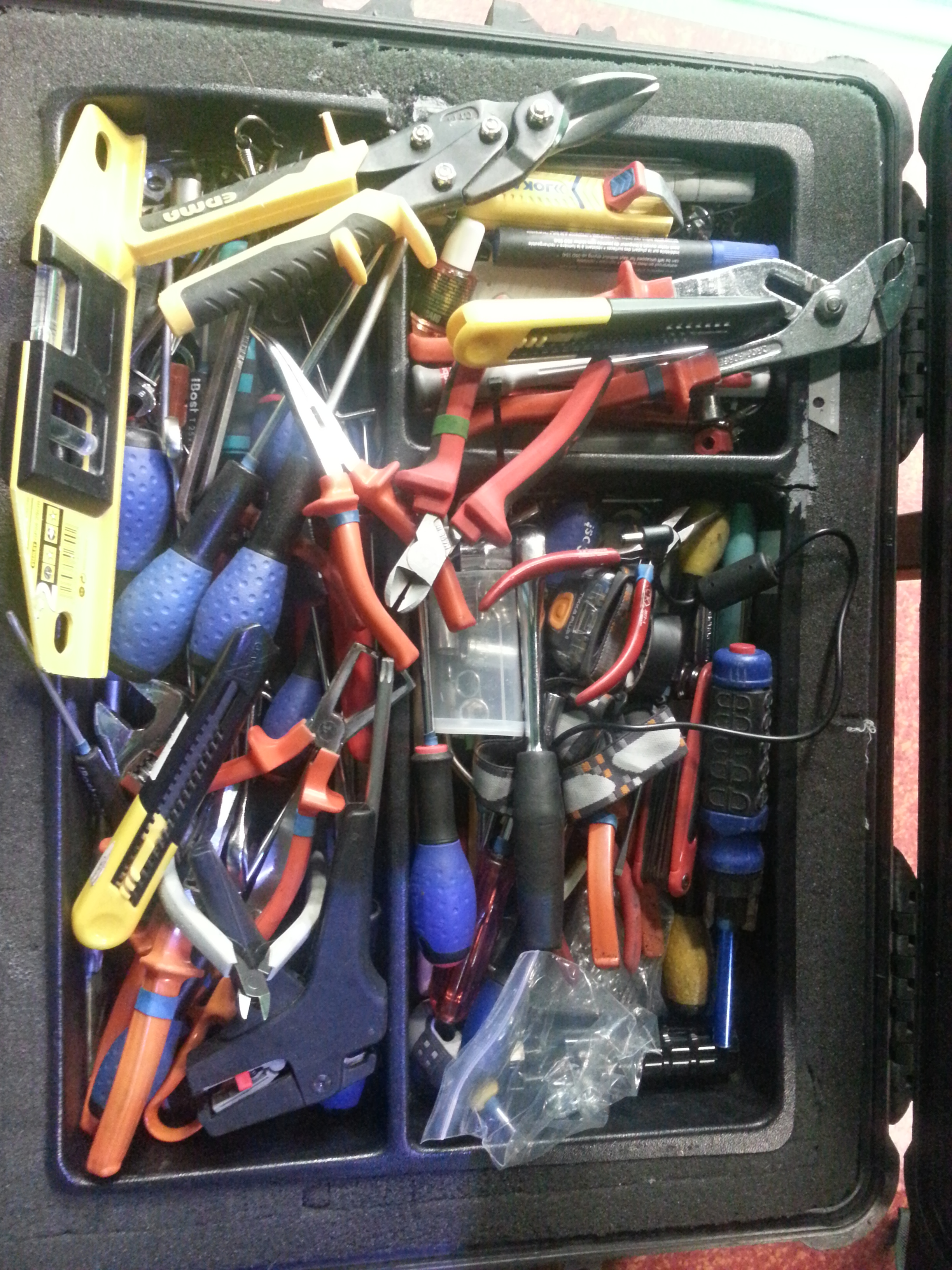
Boîte à outils en usage.

La version d'atelier sur roulettes  est un meuble appelé servante (d'atelier).